# Acció Sindical Bages
Acció Sindical Bages és un sindicat català, considerat el primer eminentment local del Bages.
Va ser creat formalment el 24 de febrer del 2019 al Bages, amb el suport de diversos col·lectius de la comarca compromesos amb els drets socials, malgrat que feia més de mig any que els membres treballaven per materialitzar-lo.
Té com a únic objectiu millorar les condicions laborals de la classe treballadora del territori a través de la generació d'una comunitat i d'un sentiment col·lectiu de pertinença. El model organitzatiu, de caràcter assembleari i amb focus en el suport mutu, és el que el fa diferencial de la resta de grups sindicals bagencs; està basat en la PAHC Bages. Combina l'acció col·lectiva amb la judicial, si cal, però se centra en la mobilització col·lectiva, la denúncia pública i les accions solidàries.
Entre d'altres, s'ha implicat judicialment en el cas d'Aniol Vila, un advocat de Santpedor acomiadat per demanar un augment de sou; i en el d'una treballadora del grup gastronòmic Grup Tomàs, regentat pel guanyador de MasterChef David García, per nombroses irregularitats.